# Robert Fraisse (schermidore)
Robert Fraisse (Maisons-Alfort, 12 aprile 1934 – Suresnes, 22 agosto 2022) è stato uno schermidore francese, vincitore di una medaglia di bronzo ai campionati mondiali di scherma.